# Diocèse de Limerick
Le diocèse de Limerick est un diocèse suffragant de l'archidiocèse de Cashel et Emly en Irlande, constitué en 700. Son évêque est, depuis 2013, Brendan Leahy (en).

## Territoire
Le diocèse comprend des parties des comtés irlandais de Limerick, Clare et Kerry.
Le siège de l'évêché est à Limerick, où se trouve la cathédrale Saint-Jean.
Le territoire couvre 2 100 km2, et, en 2023, il est divisé en 60 paroisses, servies par 128 prêtres (93	diocésains et 35 religieux).

## Historique
Le diocèse est issu d'un ancien établissement monastique, fondé par saint Mainchin (en) (ou Munchin) au VIIe siècle.
La nouvelle certaine d'un évêque de Limerick n’advient qu'au début du XIIe siècle avec le Norvégien-Gaël Gilli alias Gilla Espaic dit Gilbertus († 1145) consacré vers 1106 et qui préside comme légat apostolique le synode de Ráth Breasail en 1111. Après sa résiliation, son successeur Patricius est consacré en 1140 par Theobald archevêque de Cantorbéry mais il ne prend pas possession de son siège jusqu'à sa mort en décembre 1148. C'est finalement Ostman (également appelé Harold) qui gouverne le siège d'environ 1140 jusqu'à sa mort en 1151. S'en suit Torgestius ou Torgesli († 1167) qui est consacré évêque en mars 1152 lorsque le siège devient suffragant de l'archidiocèse de Cashel.
Les évêques de la seconde moitié du XIIe siècle sont tous Gall Gàidheal, jusqu'à Donat O'Brien qui fait construire la cathédrale Sainte-Marie et établit le chapitre. Peu après 1188, le diocèse incorpore la majeure partie du diocèse supprimé d'Inis Cathaig.
Au XIIIe siècle, les Anglo-Normands dominent Limerick et, pendant deux siècles, les évêques sont d'origine anglaise.
Au moment de la Réforme, Édouard VI nomme un évêque protestant. Après la Réforme, le diocèse souffre, à l'exemple de l'évêque Edmund O'Dwyer qui est condamné à mort au milieu du XVIIe siècle, mais il réussit à s'enfuir à l'étranger où il meurt en exil à Bruxelles.
Alors que le siège épiscopal reste longtemps vacant, une législation réprimant le culte catholique est mise en place : les catholiques n'ont pas le droit de résider dans la ville et il n'y a pas d'église catholique dans l'enceinte urbaine jusqu'en 1744. Cependant, le catholicisme reprend peu à peu sa place, les catholiques défiant la loi commencent à se réinstaller dans la ville, où ils deviennent bientôt plus nombreux que les protestants et peuvent ainsi construire de nouvelles églises. En 1805, l'évêque John Young établit un collège catholique. Son successeur John Ryan entreprend la construction de plusieurs églises, dont la cathédrale Saint-Jean. Sa première pierre est posée en 1856, et elle est consacrée en juin 1894. 
Par décret de la Congrégation consistoriale du 7 janvier 1912, l'ancienne cathédrale ayant été utilisée pour le culte anglican pendant deux siècles, l'église Saint-Jean-Baptiste de Limerick est érigée en cathédrale et, en même temps, le chapitre des chanoines est établi.

## Les derniers évêques
- 1918-1923 : Denis Hallinan
- 1923-1945 : David Keane
- 1945-1958 : Patrick O’Neill
- 1958-1973 : Henry Murphy
- 1974-1995 : Jeremiah Newman †
- 1996-2009 : Donal Brendan Murray
- 2009-2013 : siège vacant
- Depuis le 10 janvier 2013 : Brendan Leahy (en)

### Article lié
- Église catholique en Irlande